# 钼酸钾
钼酸钾是一种无机化合物，化学式为K2MoO4。它可由氢氧化钾和仲钼酸铵反应制得。它和三氧化钼反应，可以得到重钼酸钾。它和盐酸羟胺、草酸钾在水溶液中反应，可以得到K3[Mo(NO)(C2O4)3]。